# Rivière Schyan
Rivière Schyan är ett vattendrag i Kanada.   Det ligger i provinsen Québec, i den sydöstra delen av landet, 150 km nordväst om huvudstaden Ottawa.
I omgivningarna runt Rivière Schyan växer i huvudsak blandskog. Runt Rivière Schyan är det ganska glesbefolkat, med 21 invånare per kvadratkilometer.